# Mária Mačošková
Mária Mačošková (ur. 30 marca 1940 w miejscowości Potôčky) – słowacka śpiewaczka pochodzenia rusińskiego. Wykonuje muzykę ludową.
Według portalu osobnosti.sk należy do najważniejszych osobistości życia kulturalnego Rusinów na Słowacji. W latach 1956–1995 śpiewała w grupie PUĽS (Poddukelský umelecký ľudový súbor).

## Nagrody i wyróżnienia
- 1978: Wzorowy pracownik kultury (Vzorný pracovník kultúry)
- 1985: Zasłużona artystka (Zaslúžilá umelkyňa)

## Dyskografia (wybór)
- 2003: Zaspivajme sobi trjoma holosamy – Let´s sing together in trio –, MC, CD (Three stars – Mária Mačošková, Anna Servická, Andrea Sikoryakova
- 2004: Try zvizdy tr´och generacij – Three stars Three generations –, MC, CD (Three stars – Mária Mačošková, Anna Servická, Andrea Sikoryakova)
- 2007: Čorny oči jak teren – Marka Mačošková a Anka Poráčová, ĽH Ondreja Kandráča a hostia z ĽH Železiar – Folklórne združenie Anička R209 0001-2-731, CD

### Kompilacje
- 2002: Rusínske piesne Spiša, Šariša a Zemplína – OĽUN –, MC, CD
- 2004: A čija to chyža – Pyramída, CD